# Electronic Arts Victor
Electronic Arts Victor (エレクトロニック・アーツビクター) var en japansk gren av Electronic Arts. De har gjort sportspel för NES, Super Famicom och Sega Mega Drive. Några begrepp inkluderar J-League fotboll, fotboll och NHL hockey. Företaget avvecklat 2003.